# Arquitectura normanda de Sicilia

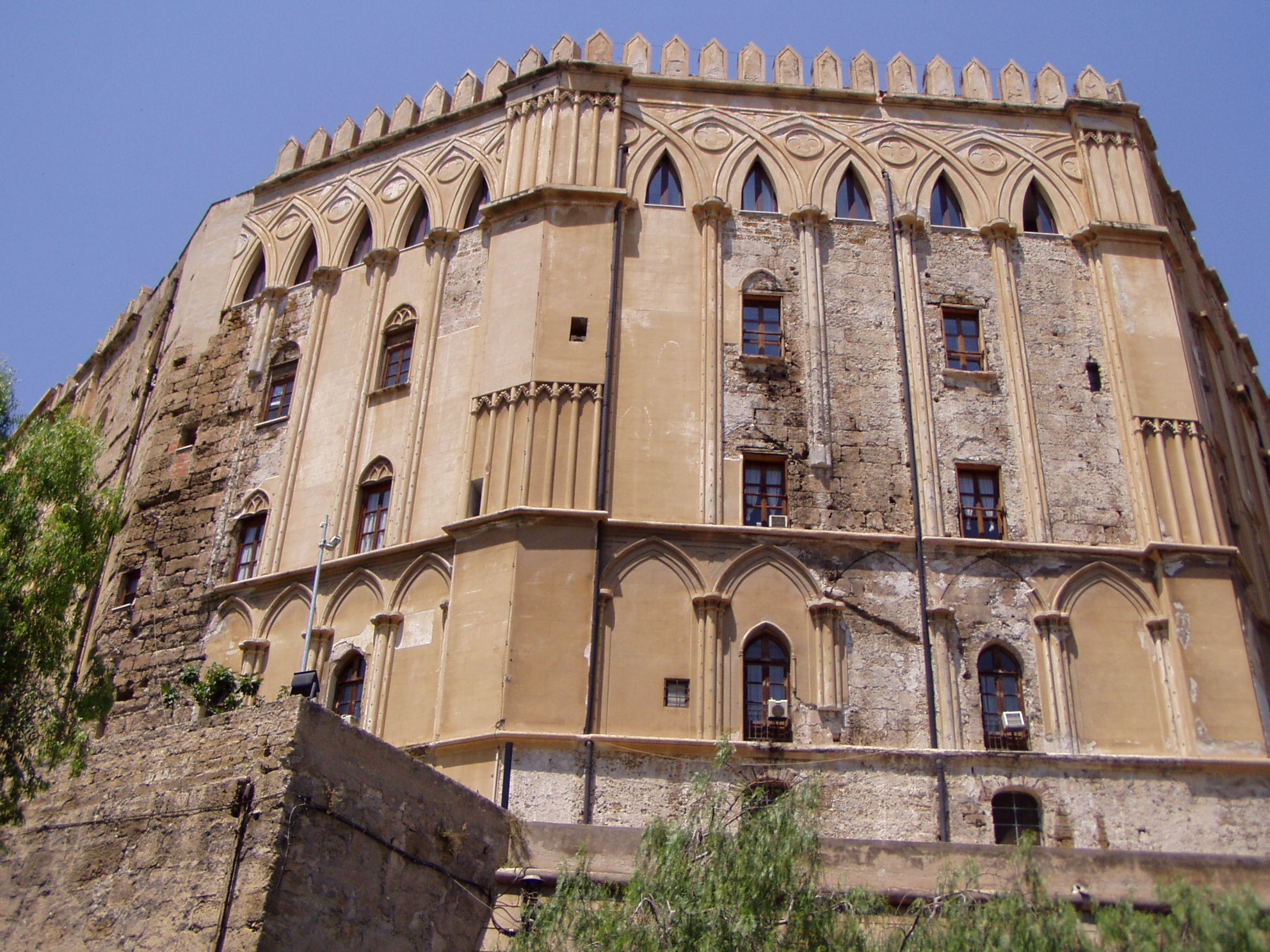
Fachada del palacio de los Normandos en Palermo

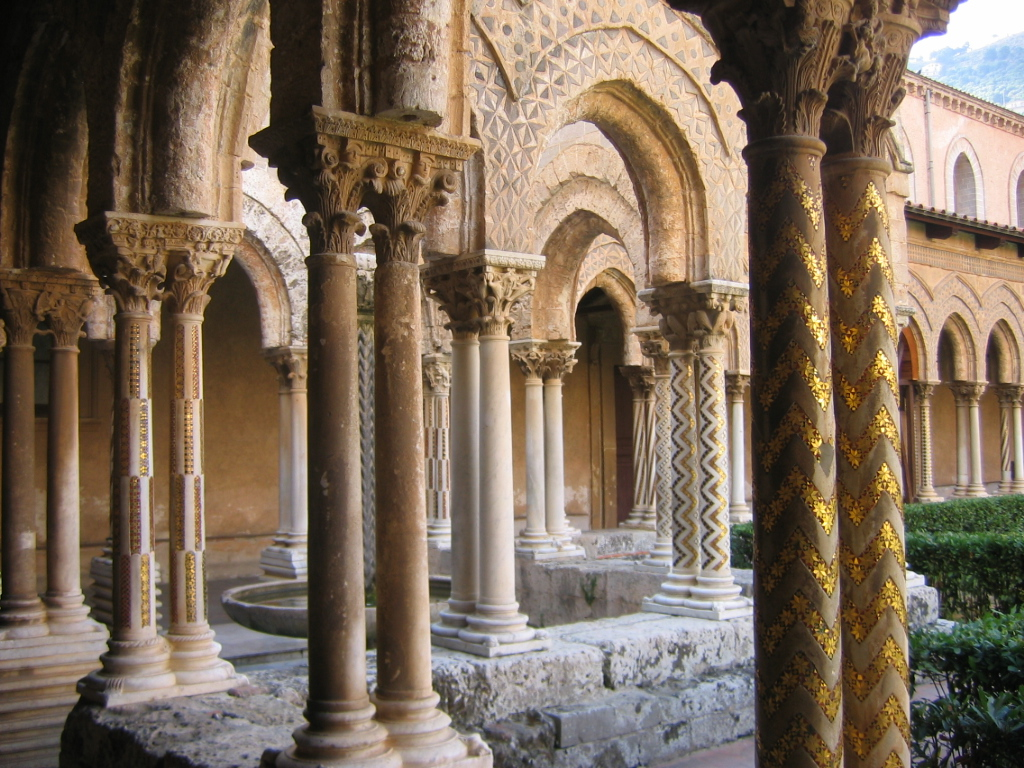
El claustro de Monreale

La arquitectura normanda de Sicilia, o arquitectura árabe-normanda de Sicilia o arquitectura normando-árabe-bizantina, designa el conjunto de los edificios y decoraciones arquitectónicas marcadas por la interacción conjunta de las culturas normanda, árabe y bizantina después de la conquista por los normandos de Sicilia, desde 1071 hasta 1198, el final del reinado de Constanza de Hauteville (aunque podría considerarse que alcanzó hasta el óbito de su hijo, el emperador Federico II Hohenstaufen, en 1250, una duración más o menos equiparable con su hegemonía en Inglaterra). Esta arquitectura se caracteriza por contribuciones tanto ornamentales como estructurales en el diseño de los edificios religiosos, públicos o palaciegos.
Comparable en numerosos aspectos a la arquitectura normanda que existía en esas mismas fechas en Inglaterra y en el norte de Francia, la arquitectura normanda siciliana incorporó algunas influencias de la arquitectura bizantina, cuyos motivos son particularmente evidentes en el interior de algunas iglesias, en la que los altares normandos tradicionales han sido decorados con mosaicos dorados, como en la catedral de Monreale. La Capilla Palatina del palacio de los Normandos (1130-1140), cuya cúpula (de origen bizantino) está decorado con mosaicos representando al Pantocrátor acompañado de los ángeles, constituye sin duda alguna el ejemplo más representativo de esta amalgama.
Las influencias del gótico primitivo durante el período posterior en Sicilia destacan especialmente en la catedral de Mesina, consagrada en 1197, aunque su campanario gótico sea posterior y no haya que confundirlo con el anterior, de estilo románico, construida durante el período normando que incluía ventanas y bóvedas en arista en lugar de los arbotantes y los pináculos que aparecerían luego en el arte gótico.
La construcción de castillos en Sicilia comenzó a instancias de la población griega nativa. En 1060, pidieron a Guiscardo que construyera un castillo en Aluntium para defenderles. Fue el primero que construyeron los normandos en Sicilia. Se llamó San Marco d'Alunzio y sus ruinas aún perduran. Petralia Soprana fue construida cerca de Cefalù, y a continuación, otro castillo se edificó cerca de Troina en 1071; en 1073 otro se levantó en Mazara (las ruinas aún existen) y uno más en Paternò (las ruinas fueron restauradas). En Adrano (o Aderno), los normandos edificaron una torre de planta rectangular que da una indicación del diseño normando del siglo XI: Una escalera exterior conduce a un primer piso y el interior está dividido a lo largo en dos mitades: un salón a un lado y dos habitaciones al otro, la capilla y la cámara.

## Contexto histórico

### El fin de la dominación musulmana
El emirato de Sicilia, incluido en la provincia islámica de Ifriqiya, fundada por los aglabíes y luego dirigida por la dinastía emiral de los kalbíes, se estableció gradualmente durante la conquista islámica de esta isla entre 831 y 965, fecha que marca la toma del último puesto avanzado bizantino de la isla. Desde mediados del siglo X, la región había sido fuertemente desestabilizada por la búsqueda de la independencia y por las disputas dinásticas, marcando un período de secesión llamado «era de Taifa». Los Kalbidas cedieron gradualmente a partir de 1044, cuando la isla se dividió en cuatro qadits. De 1060 a 1071, Sicilia conoció el fuerte impulso de los normandos, que ya eran dueños de Calabria y de Apulia en la península italiana. Robert Guiscard cruzó luego el estrecho de Mesina y tomó todas las ciudades y fortalezas, aplastando con una fuerza expedicionaria reducida, comprendida por unos mil caballeros particularmente entrenados, los ejércitos ziríes llegados rápidamente de Ifriqiya. Los últimos bastiones musulmanes fueron conquistados en 1091 y la gran población cristiana de la isla, mayoritaria, principalmente de cultura bizantina helenófona, pasa entonces a estar bajo el dominio normando.

### Un reino multicultural y tolerante
A pesar de una rápida conquista militar, el reino normando de Sicilia bajo Roger II no fue el escenario de una purga de la población o de una segregación religiosa, y fue visto como un estado multiétnico y tolerante, según los estándares de la época, que vio el comienzo de las Cruzadas. Normandos, judíos, musulmanes árabes, griegos bizantinos, lombardos y sicilianos descendientes de las poblaciones griegas y romanas de la antigüedad vivían en relativa armonía, a pesar de varios episodios de fuertes tensiones entre lombardos y musulmanes y de una política voluntarista de «relatinización» y cristianización de la isla, incluido el desplazamiento de las poblaciones cristianas de la península a Sicilia. El árabe siguió siendo una lengua de gobierno y de administración durante al menos un siglo bajo el dominio normando y aún existen rastros de árabe en la lengua siciliana y en el maltés. Los musulmanes también mantuvieron, al menos inicialmente, su dominio en la industria, el comercio minorista y la producción, mientras que los artesanos musulmanes y el conocimiento especializado del gobierno y la administración fueron muy demandados por los nuevos gobernantes. Los isleños, que utilizaron su conocimiento especializado para construir un estado sólido, brindan a artistas y científicos de todo el mundo un estimulante campo de práctica y un marco estimulante basado en el encuentro de diversas tradiciones. Es en este contexto de mezcla e interacción del que emerge una arquitectura original, que mezcla las contribuciones de la arquitectura normanda feudal, de la arquitectura bizantina y de la arquitectura árabe-musulmana, dentro de prestigiosos edificios, principalmente religiosos y palaciegos.

### Una producción arquitectónica durable
Los musulmanes sicilianos, una población tolerada pero jurídicamente sumisa, todavía dependían de la gracia de sus señores cristianos y, en última instancia, de la protección real. Cuando el rey Guillermo el Bueno murió en 1189, se levantó esa protección real y se abrió la puerta a los ataques generalizados contra los musulmanes de la isla, poniendo fin a esa convivencia. Si oficialmente, con el final del reinado de Constanza de Hauteville, en 1198, la dominación normanda fue reemplazada por la de la casa de Hohenstaufen, originarios de Suabia, de suerte que esta fecha de 1198 pudiera considerarse como un terminus ad quem para la arquitectura normanda de Sicilia, de hecho, la influencia árabe-normanda continuó más allá de esa fecha. Federico II Hohenstaufen, emperador del Sacro Imperio Romano y rey de Sicilia en el siglo XIII, era suabo por parte de padre, el emperador Enrique VI, pero normando por su madre, Constanza; Federico, que gobernó de 1220 a 1250, hablaba además árabe y tuvo varios ministros musulmanes.

## Importancia patrimonial
Varios edificios arquitectónicos árabe-normandos han sido inscritos en 2015 por la UNESCO en la Lista del Patrimonio Mundial, como parte del conjunto «Palermo árabe-normando y las catedrales de Cefalú y Monreale».

Este bien cultural comprende una serie de nueve construcciones civiles y religiosas que datan de la época de la dominación normanda en la isla de Sicilia (1130-1194): una catedral, dos palacios, tres iglesias y un puente de estilo árabe-normando edificados en la ciudad de Palermo, junto con las catedrales del mismo estilo de las localidades de Cefalú y Monreale, situadas en el litoral septentrional de la isla. Todas esas edificaciones son ilustrativas del mestizaje de la cultura occidental con la bizantina y la islámica que tuvo lugar en esa época, dando origen a nuevos conceptos del espacio, la construcción y la ornamentación en el ámbito de la arquitectura. También constituyen un testimonio de la coexistencia fructífera de poblaciones de orígenes y religiones muy diferentes (musulmanas, bizantinas, latinas, judías, lombardas y normandas).
Descripción en el sitio de la Unesco

## Rasgos estilísticos
La arquitectura árabe-normanda mezcla varias contribuciones. Por un lado, las formas de arquitectura normanda procedentes de Normandía y de Gran Bretaña, que provienen de la arquitectura románica y luego del gótico primitivo: la arquitectura románica se desarrolló a partir del siglo X en los territorios origen de los conquistadores, y caracteriza la apariencia general de las iglesias y monasterios recién fundados. Por otro lado, elementos de la arquitectura morisca en las construcciones de la precedente dominación, a menudo transformados por los normandos, pero también por la influencia de los fatimíes de Egipto y del norte de África, directamente o a través del mundo bizantino, para elementos decorativos y los palacios reales: « El genio arquitectónico de los normandos pudo adaptarse a los lugares tomando lo mejor de los conocimientos de los constructores árabes y bizantinos». Finalmente, el Arquitectura bizantina, especialmente para decoraciones de mosaico y edificios con un plan central.
Estas diversas influencias se fusionaron en un nuevo código para crear un estilo reconocible, que se mantuvo durante el siguiente Reino de Sicilia#La période souabeperíodo suabo.

## Edificios privilegiados del estilo árabe-normando

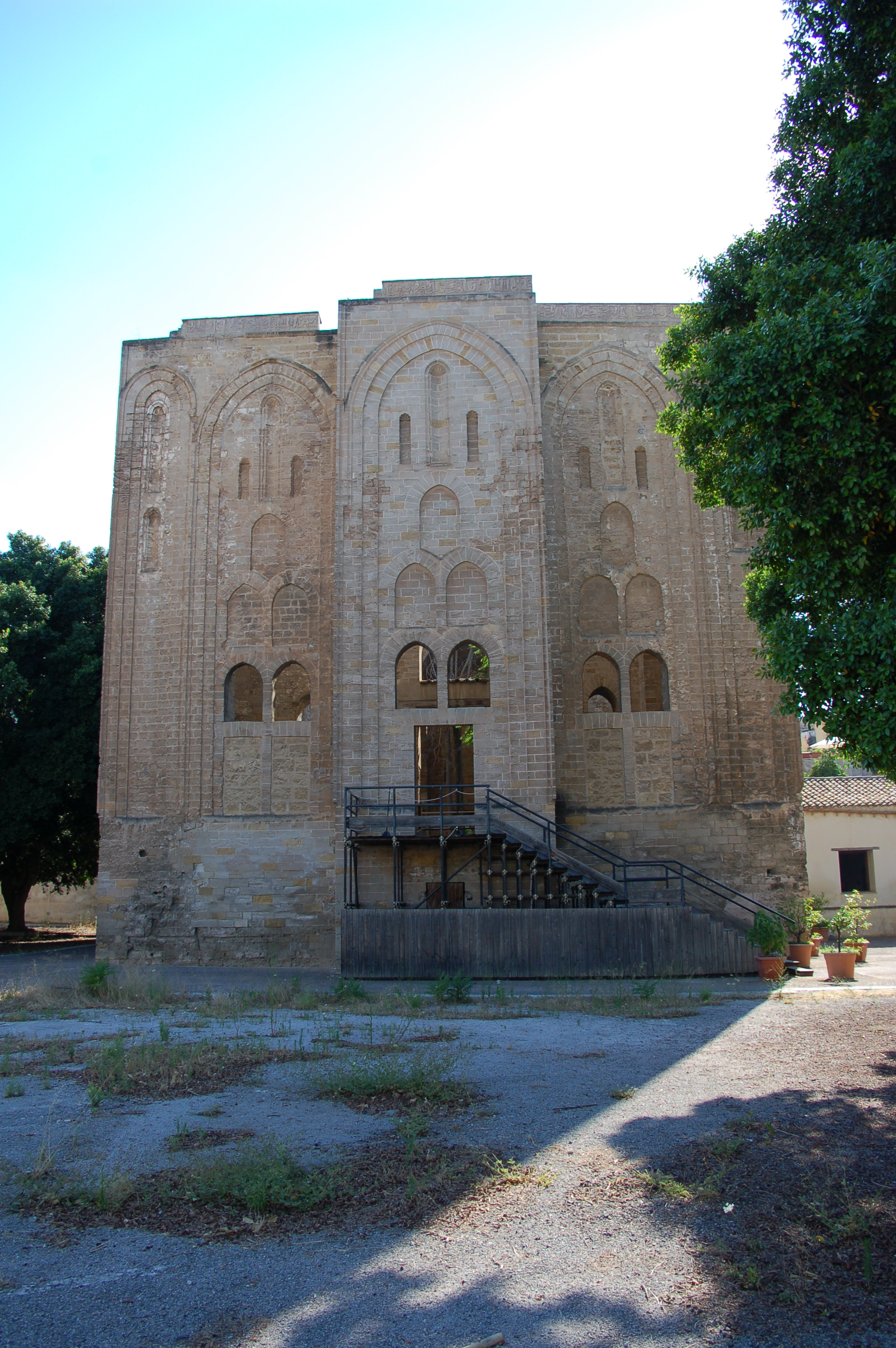
Palacio de la Cuba.

### Arquitectura religiosa: filiación cruzada entre el arquetipo cluniacense y los modelos bizantinos
Las iglesias, derivadas principalmente del prototipo de la abadía de Cluny, seguían una planta de cruz latina con una fachada flanqueada por torres. Los primeros ejemplos, mal conservados, están representados por la primera fase de la catedral de Mazara del Vallo (1086-1093), de la catedral de Sant'Agata de Catania (1086-1090) destruida por un terremoto en 1169, y de la catedral de Mesina, reconstruida y consagrada en 1197, mientras que las características más reconocibles son las de la catedral de Cefalú (construida entre 1131 y 1267) y de la catedral de Monreale (comenzada en 1174).
La relación con los árabes precedentes es más evidente en los siguientes edificios religiosos: en Palermo, las iglesias de San Juan de los Leprosos (1072), Iglesia de San Juan de los Eremitas (1142-1148) y de San Cataldo (1154), la Capilla Palatina del palacio de los Normandos (1130-1140). La iglesia de la Martorana (1143) toma los modelos bizantinos, Eremitaspor la rica decoración en mosaicos sobre un fondo dorado de los interiores, que también se pueden encontrar en la capilla palatina.

### Edificios palaciegos y patrimonio árabe
Las residencias reales han reelaborado los modelos árabes a los que han agregado otros estilos. El palacio de los Normandos en Palermo, que era el centro del poder y de la administración, combina las funciones de representación y de defensa. El alto salón central de la «Torre de Pisa» recuerda tanto s las habitaciones de las mansiones normandas tradicionales (donjons) como la disposición de las casas árabes como la Qasr Al Manar (residencia de los ziríes del siglo XI). El castillo de Maredolce, debido al rey Roger II, con piezas cubiertas a veces abiertas sobre los tres lados de un patio, fue construido sobre una residencia del emir (Qasr Ja'far) que databa de aproximadamente del año 1000, con una disposición que los árabes habían tomado prestada de las villas romanas con peristilo .
El palacio de Zisa, cuya construcción, iniciada bajo Guillermo I de Sicilia, llamado «Guillermo el Malo», continuó bajo el reinado de Guillermo II de Sicilia, llamado «Guillermo el Bueno», presenta una nueva mezcla de elementos árabes y normandos: los ambientes de tres pisos se articulan alrededor de la estación más alta, como en las residencias normandas, y el canal, como en los jardines árabes, recoge el agua de la fuente de la parte trasera de la sala central hacia el cuenco del jardín, con pabellón central, enfatizando la relación con el exterior.
El pabellón de caza del palacio de la Cuba tiene características similares en la serie de los sollatia, lugares de descanso, construida en 1180 por el rey Guillermo el Bueno, un pabellón ubicado en un parque que también tenía otras salas más pequeñas (Cubula y Cuba Soprana dentro de la Villa Napoli). La estructura geométrica del conjunto, de forma cúbica masiva, con su fina decoración en mosaico y arabescos de estilo bizantino, es una de las mejores representaciones de la fusión de las diferentes contribuciones en un nuevo estilo.

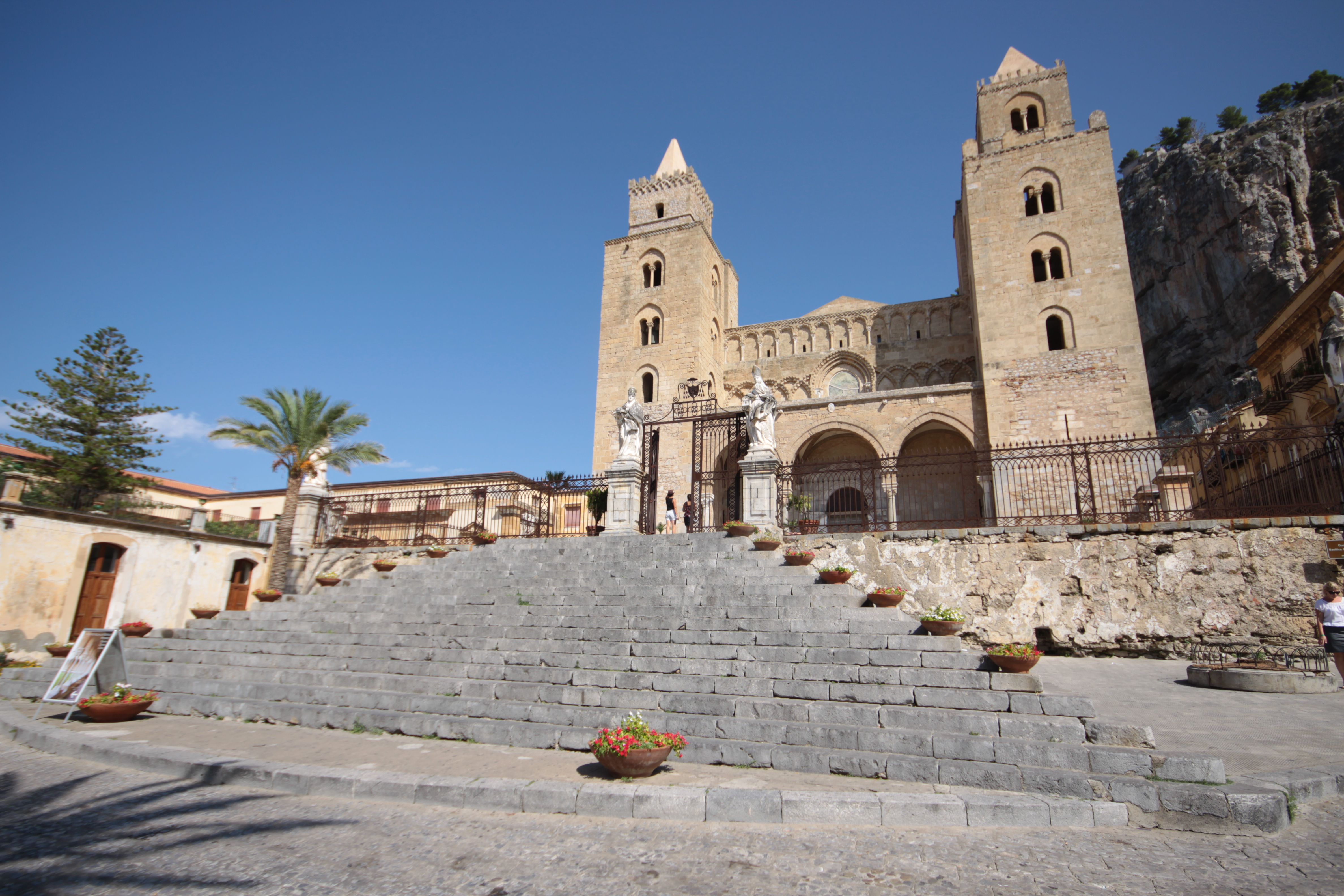
Catedral de Cefalù
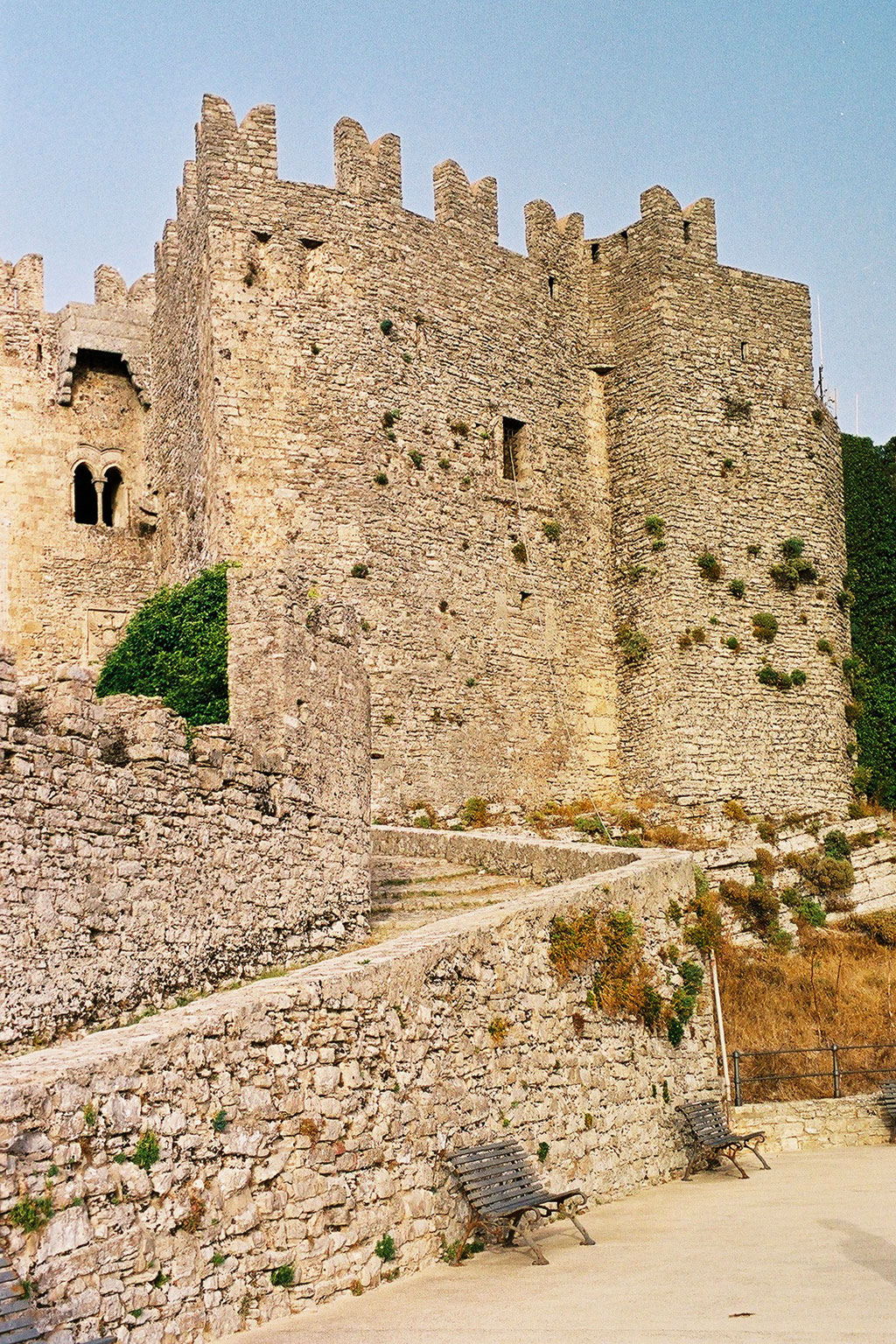
Castillo de Erice
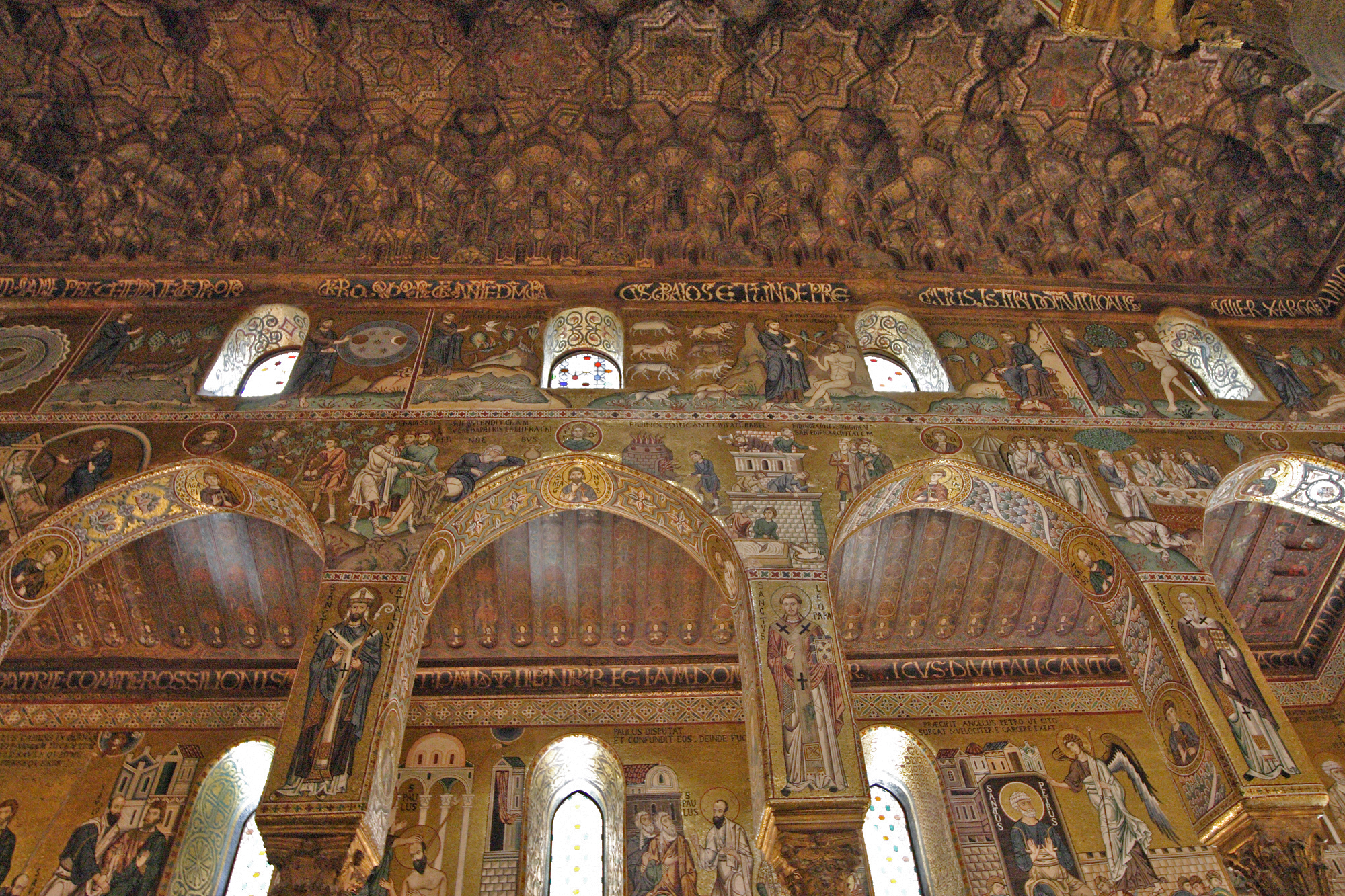
Capilla Palatina de Palermo
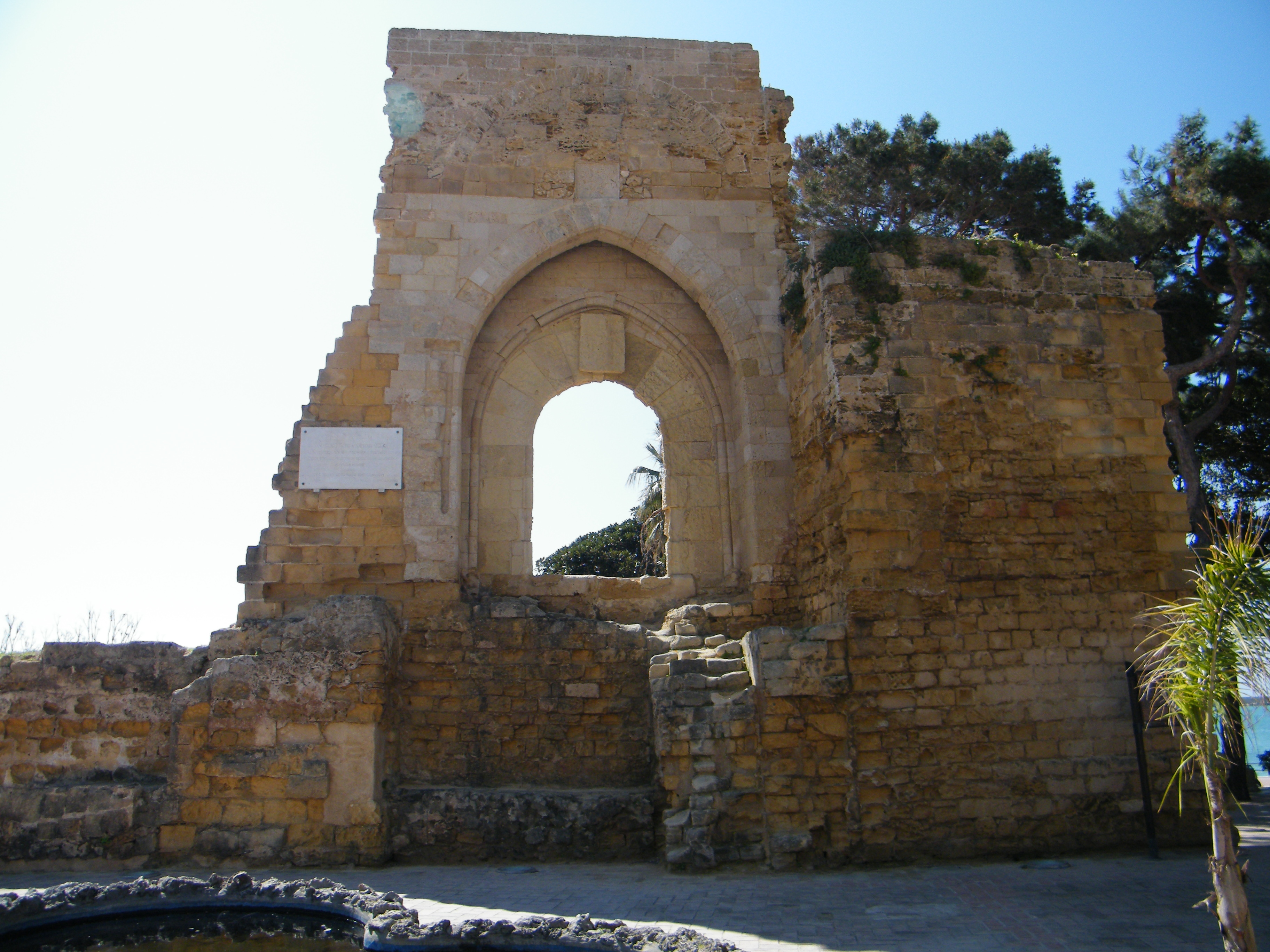
Arco normando de Mazara del Vallo
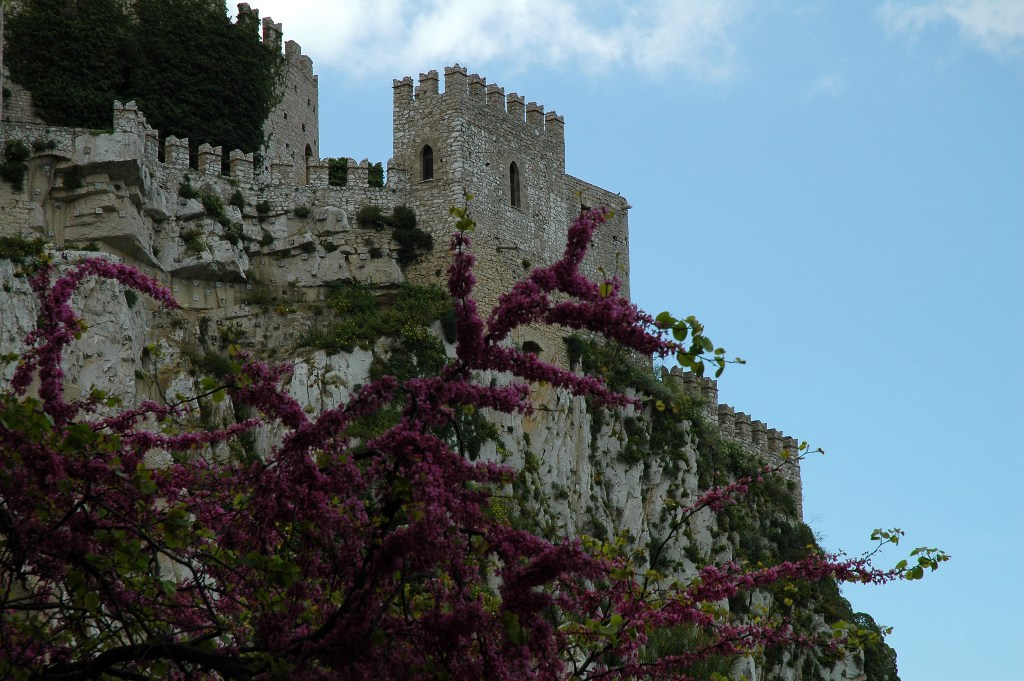
Castillo de Caccamo
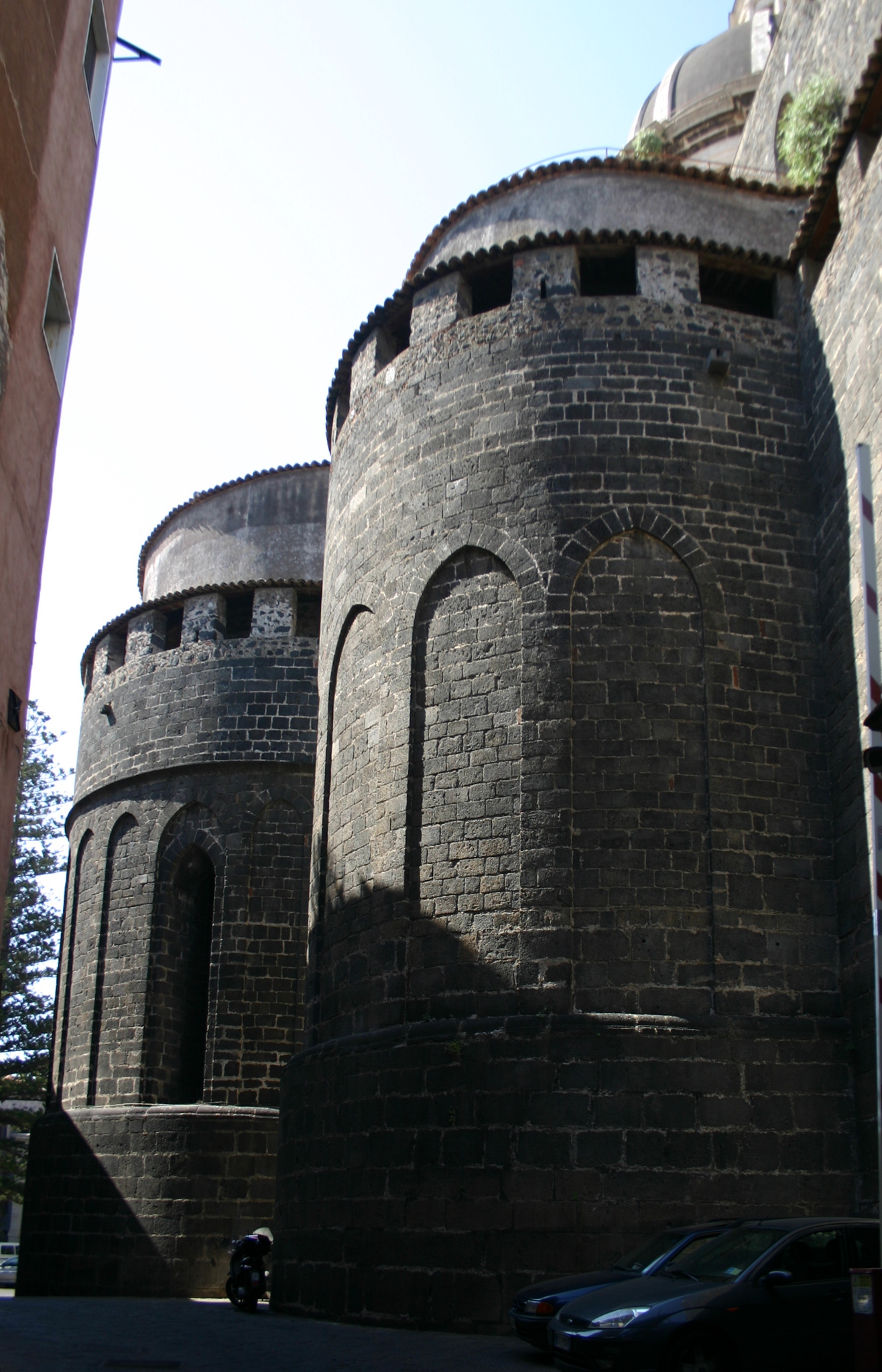
Ábside de la catedral de Catania

## Ejemplos conservados

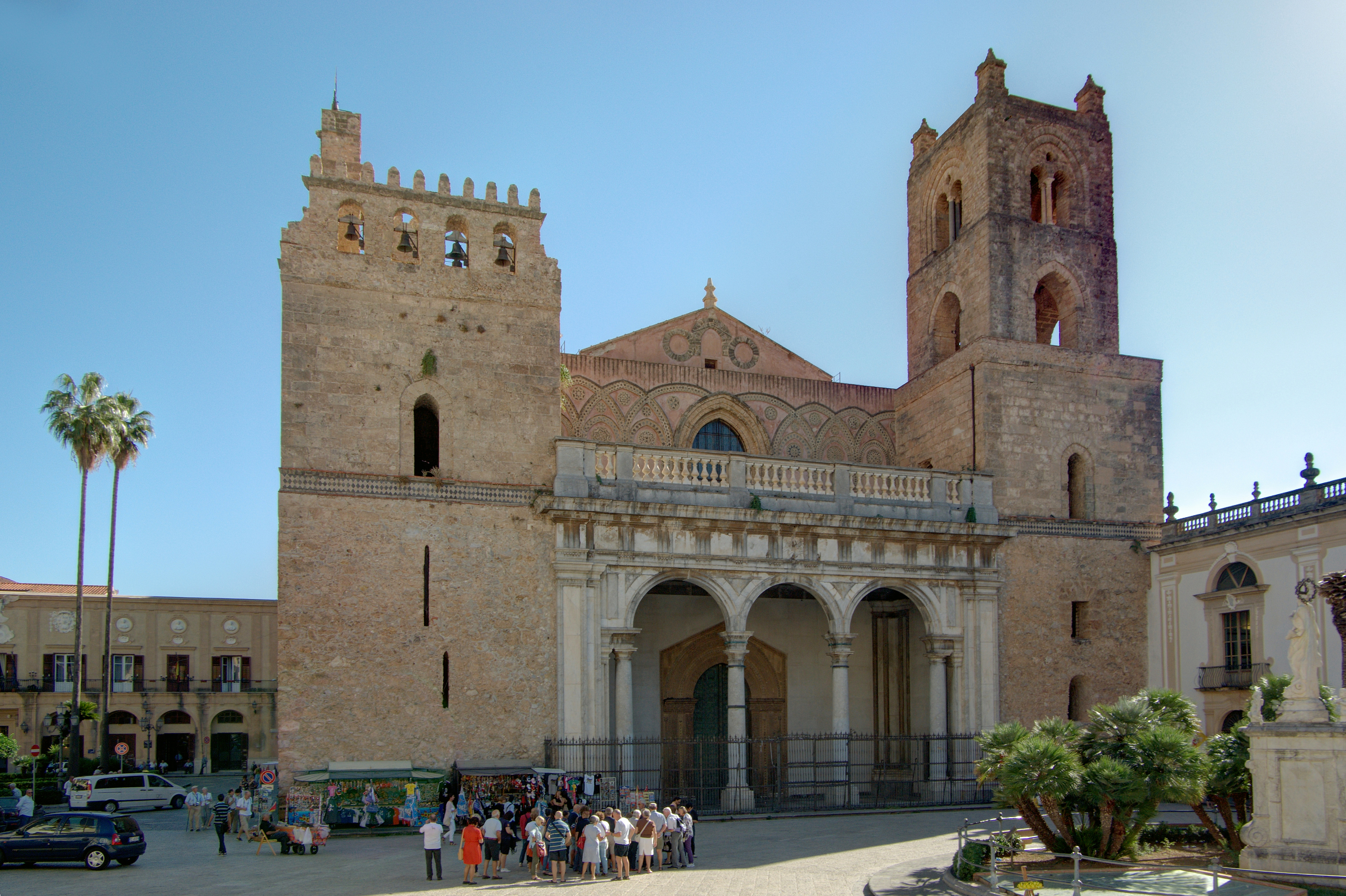
Catedral de Santa Maria Nuova de Monreale, mezcla de estilo normando y bizantino.

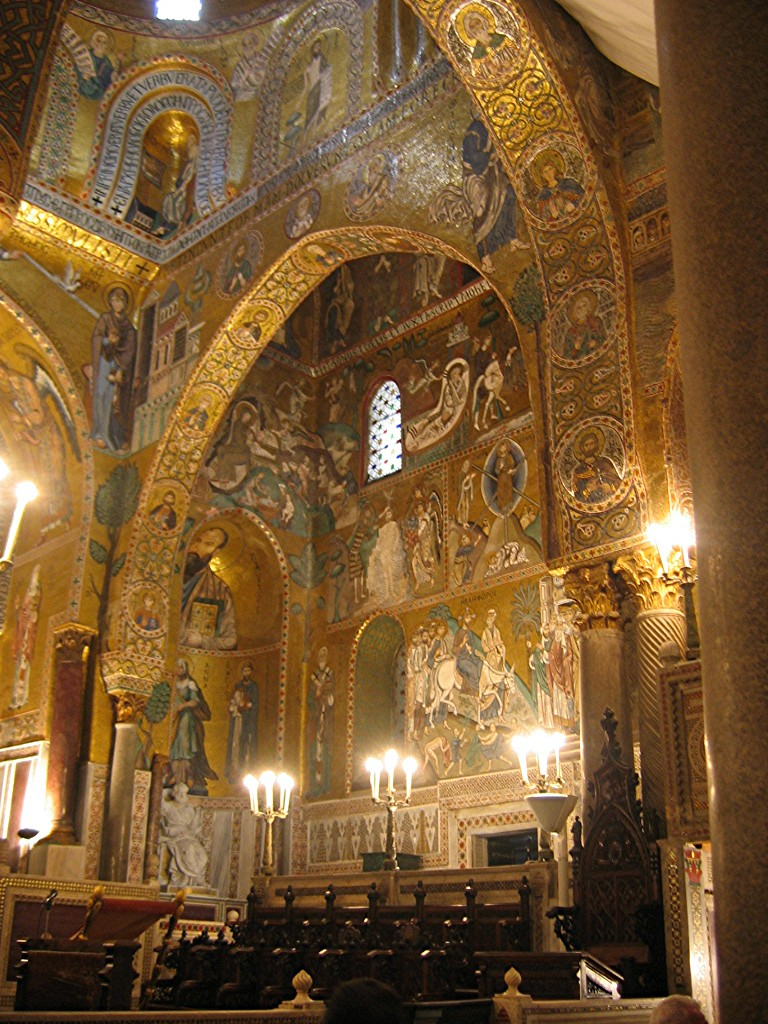
La Capilla Palatina de Palermo.

Entre los principales edificios en Sicilia que no se sufrido significativos cambios en una fecha posterior se encuentran:
- En Palermo:
  - Iglesia de San Juan de los Eremitas (1142-1148) ( Patrimonio de la Humanidad )
  - Iglesia de San Giovanni dei Lebbrosi (Palermo)
  - Iglesia de Santa Maria Maddalena (Palermo)
  - Capilla de la SS. Trinità alla Zisa (Palermo)
  - Iglesia de Santa Cristina La Vetere (Palermo)
  - Iglesia de San Cataldo (1154) ( Patrimonio de la Humanidad )
  - Iglesia de la Martorana (Santa Maria dell'Ammiraglio, de 1143)
  - Basilica della Santissima Trinità del Cancelliere
  - Capilla Palatina del palacio de los Normandos (1130-1140)
  - Palacio de los Normandos ( Patrimonio de la Humanidad )
  - residencia de Maredolce
  - Palacio de Zisa ( Patrimonio de la Humanidad )
  - Palacio de la Cuba
  - Cubula (Palermo)
  - Palacio Scibene (Palermo)
  - Puente del Almirante ( Patrimonio de la Humanidad )
- En Cefalù:
  - duomo di Cefalù (1131 - 1267) ( Patrimonio de la Humanidad )
- Enna
- Castello di Lombardia
- En Erice:
  - Castillo normando o Castello di Venere
  - Iglesia de San Giuliano
- En Monreale:
  - duomo de Monreale (comenzada alrededor de 1172), con  su claustro benedictino[14]
- En Mazara del Vallo:
  - Iglesia de San Nicolò Regale (1124)
  - Iglesia de Nuestra Señora de Giummare (1100-1103)
  - Arco normando de Mazara del Vallo (1072)
- En Castelvetrano:
  - Iglesia de la Santissima Trinità di Delia (primera mitad del siglo XII)
- Iglesias en la  provincia de Messina:
  - Iglesia de los Santi Pietro e Paolo d'Agrò cerca de Casalvecchio Siculo
  - Iglesia de San Pietro presso Itala
  - Capilla palatina de Montalbano Elicona
- En Sciacca:
  - Iglesia de San Nicolò la Latina
- En Caltanissetta:
  - Abbazia di Santo Spirito
- En Catania:
  - Catedral de Sant'Agata, del cui edificio originario rimane prevalentemente l'area presbiterale (transetto e absidi)
- En Messina:
  - Iglesia de lla Santissima Annunziata dei Catalani
  - Iglesia de Santa Maria della Valle
  - San Marco d'Alunzio
  - Iglesia Normanda del S. Salvatore
- En San Fratello:
  - Santuario dei Tre Santi
- En Bronte:
  - Ponte Normando
- En Siracusa:
  - Iglesia de San Nicolò ai Cordari
- Castillos construidos por los normandos:
  - Castillo normando de Nicosia
  - Castillo normando de Milazzo
  - Castello normando de Adrano
  - Castillo di Aci de Aci Castello
  - Dongione Normanno de Motta Sant'Anastasia
  - Castillo normando di Caronia